# Andrij Voronin
Andrij Voronin (ukrainska: Андрій Вікторович Воронін), född 21 juli 1979 i Odessa, Sovjetunionen, är en ukrainsk före detta professionell fotbollsspelare (anfallare).
Voronin blev ungdomsproffs i Borussia Mönchengladbach som 16-åring 1995. Säsongen 1997/98 spelade han sju matcher, och gjorde ett mål, för klubbens seniorlag i Bundesliga. Voronins genombrott kom säsongen 2002/03 med 20 mål på 31 matcher för Mainz 05 i Bundesliga. Säsongen efter köptes han av FC Köln men flyttade sedan 2004 till storklubben Bayer Leverkusen.
Den 1 juli 2007 lämnade han Tyskland för att prova lyckan i Liverpool. Han kostade ingenting för Liverpool att värva då han lämnade Leverkusen som Bosman-fall. Efter en säsong i Liverpool där han hade svårt att ta en plats i startelvan meddelades på Liverpools officiella webbplats den 1 september 2008 att Voronin skulle tillbringa säsongen 2008-2009 på lån i tyska Hertha Berlin. Efter säsongen i Hertha återvände han till Liverpool men hade återigen svårt att slå sig in i laget och deltog bara i fem matcher under hösten. I januari 2010 bekräftade Liverpool därför att man hade sålt Voronin till Dynamo Moskva för 2 miljoner euro.
Han debuterade i det ukrainska landslaget 2002 och var med i VM 2006.